# 静岡市立大里中学校
静岡市立大里中学校（しずおかしりつ おおざとちゅうがっこう）は、静岡市駿河区中野新田にある公立中学校。

## 特色
- 1947年（昭和22年）の新制中学校発足に伴い創設され、静岡市内の公立中学校の中で早期に設置された学校である。
- 学区が比較的大きい。東海道本線以南から東名高速道路以北にわたる。
- 一時期は県下最大のマンモス校となったが、静岡市立中島中学校の設置と少子化により、生徒数は減少傾向にある。
- 運動部も盛んで、のちにプロ野球選手になった卒業生もいる。
- 通級指導教室が設置されている[1]。

## 沿革
- 1947年4月1日 - 静岡市立第四中学校として開校。
- 1947年4月15日 - 静岡市立大里中学校に改称。
- 1952年 - 校歌制定。
- 1976年 - 体育館完成。
- 1990年 - プール完成。
- 1994年 - 新校舎完成。
- 1995年 - 公民館と共同施設の「大里複合施設」オープン。

## 行事
- 4月 入学式
- 5月 修学旅行
- 9月 体育祭
- 3月 卒業式

## 小学校区
- 静岡市立大里西小学校
- 静岡市立中田小学校（葵区黒金町、駿河区泉町については城内中学校への変更可）
- 静岡市立新通小学校（駿河区新川一丁目、宮本町、馬渕一丁目は末広中学校への変更可）
- 静岡市立中島小学校（駿河区中島、西脇のうち東名高速道路以北の地域のみ）

## アクセス
- しずてつジャストライン中原池ヶ谷線 ｢大里中学校｣停留所から、徒歩5分

## 著名な出身者
- 北川航也（プロサッカー選手）
- 久野智昭（プロサッカー選手）
- 杉山浩太（プロサッカー選手）
- 鈴木正孝（政治家、防衛庁官僚）
- 野村裕樹（プロ野球選手）
- 袴田英利（プロ野球選手）
- 藤波行雄（プロ野球選手）
- 柳亭楽輔（落語家）